# Loturile pentru Cupa Confederațiilor FIFA 2013
Această listă prezintă loturile confirmate pentru Cupa Confederațiilor FIFA 2013, turneu ce se va desfășura în Brazilia între 15 iunie și 30 iunie 2010, ca o prefață a Campionatul Mondial de Fotbal 2014. Fiecare selecționată trebuie să anunțe lotul final de 23 de fotbaliști. Echipele pot înlocui jucători în cazul accidentărilor serioase, până cel târziu cu 24 de ore înainte de ora primului meci.

## Grupa A

### Brazilia
Antrenor: Luiz Felipe Scolari
Scolari a anunțat lotul de 23 de jucători pe 14 mai 2013. Pe 7 iunie, Leandro Damião s-a retras de la echipa din cauza unei accidentări la coapsă și a fost înlocuit de Jô.
| Nr. | Poz. | Jucător          | Data nașterii (vârsta)         | Selecții | Goluri | Club                 |
| --- | ---- | ---------------- | ------------------------------ | -------- | ------ | -------------------- |
| 1   | P    | Jefferson        | 2 ianuarie 1983 (42 de ani)    | 7        | 0      | Botafogo             |
| 2   | F    | Daniel Alves     | 6 mai 1983 (41 de ani)         | 64       | 5      | Barcelona            |
| 3   | F    | Thiago Silva (C) | 22 septembrie 1984 (40 de ani) | 34       | 1      | Paris Saint-Germain  |
| 4   | F    | David Luiz       | 22 aprilie 1987 (37 de ani)    | 23       | 0      | Chelsea              |
| 5   | M    | Fernando         | 3 martie 1992 (33 de ani)      | 6        | 0      | Grêmio               |
| 6   | F    | Marcelo          | 12 mai 1988 (36 de ani)        | 20       | 4      | Real Madrid          |
| 7   | M    | Lucas            | 13 august 1992 (32 de ani)     | 25       | 4      | Paris Saint-Germain  |
| 8   | M    | Hernanes         | 29 mai 1985 (39 de ani)        | 12       | 2      | Lazio                |
| 9   | A    | Fred             | 3 octombrie 1983 (41 de ani)   | 24       | 11     | Fluminense           |
| 10  | A    | Neymar           | 5 februarie 1992 (33 de ani)   | 34       | 20     | Santos               |
| 11  | M    | Oscar            | 9 septembrie 1991 (33 de ani)  | 17       | 6      | Chelsea              |
| 12  | P    | Júlio César      | 3 septembrie 1979 (45 de ani)  | 69       | 0      | Queens Park Rangers  |
| 13  | F    | Dante            | 18 octombrie 1983 (41 de ani)  | 3        | 0      | Bayern München       |
| 14  | F    | Filipe Luís      | 9 august 1985 (39 de ani)      | 4        | 0      | Atlético Madrid      |
| 15  | M    | Jean             | 24 iunie 1986 (38 de ani)      | 5        | 0      | Fluminense           |
| 16  | F    | Réver            | 4 ianuarie 1985 (40 de ani)    | 8        | 1      | Atlético Mineiro     |
| 17  | M    | Luiz Gustavo     | 23 iulie 1987 (37 de ani)      | 5        | 0      | Bayern München       |
| 18  | M    | Paulinho         | 25 iulie 1988 (36 de ani)      | 13       | 3      | Corinthians          |
| 19  | A    | Hulk             | 25 iulie 1986 (38 de ani)      | 22       | 6      | Zenit St. Petersburg |
| 20  | M    | Bernard          | 8 septembrie 1992 (32 de ani)  | 3        | 0      | Atlético Mineiro     |
| 21  | A    | Jô               | 20 martie 1987 (38 de ani)     | 4        | 0      | Atlético Mineiro     |
| 22  | P    | Diego Cavalieri  | 1 decembrie 1982 (42 de ani)   | 2        | 0      | Fluminense           |
| 23  | M    | Jádson           | 5 octombrie 1983 (41 de ani)   | 7        | 1      | São Paulo            |

### Japonia
Antrenor:  Alberto Zaccheroni
Zaccheroni a anunțat lotul de 23 de jucători pe 5 iunie 2013.
| Nr. | Poz. | Jucător           | Data nașterii (vârsta)         | Selecții | Goluri | Club                |
| --- | ---- | ----------------- | ------------------------------ | -------- | ------ | ------------------- |
| 1   | P    | Eiji Kawashima    | 20 martie 1983 (42 de ani)     | 45       | 0      | Standard Liège      |
| 2   | F    | Masahiko Inoha    | 28 august 1985 (39 de ani)     | 19       | 1      | Júbilo Iwata        |
| 3   | F    | Gōtoku Sakai      | 14 martie 1991 (34 de ani)     | 5        | 0      | Stuttgart           |
| 4   | M    | Keisuke Honda     | 13 iunie 1986 (38 de ani)      | 42       | 14     | ȚSKA Moscova        |
| 5   | F    | Yuto Nagatomo     | 12 septembrie 1986 (38 de ani) | 58       | 3      | Internazionale      |
| 6   | F    | Atsuto Uchida     | 27 martie 1988 (36 de ani)     | 57       | 1      | Schalke 04          |
| 7   | M    | Yasuhito Endō     | 28 ianuarie 1980 (45 de ani)   | 130      | 10     | Gamba Osaka         |
| 8   | A    | Hiroshi Kiyotake  | 12 noiembrie 1989 (35 de ani)  | 17       | 1      | Nürnberg            |
| 9   | A    | Shinji Okazaki    | 16 aprilie 1986 (38 de ani)    | 63       | 33     | Stuttgart           |
| 10  | A    | Shinji Kagawa     | 17 martie 1989 (36 de ani)     | 43       | 13     | Manchester United   |
| 11  | A    | Mike Havenaar     | 20 mai 1987 (37 de ani)        | 14       | 4      | Vitesse             |
| 12  | P    | Shusaku Nishikawa | 18 iunie 1986 (38 de ani)      | 8        | 0      | Sanfrecce Hiroshima |
| 13  | M    | Hajime Hosogai    | 10 iunie 1986 (38 de ani)      | 21       | 1      | Bayer Leverkusen    |
| 14  | M    | Kengo Nakamura    | 31 octombrie 1980 (44 de ani)  | 66       | 6      | Kawasaki Frontale   |
| 15  | F    | Yasuyuki Konno    | 25 ianuarie 1983 (42 de ani)   | 68       | 1      | Gamba Osaka         |
| 16  | F    | Yuzo Kurihara     | 18 septembrie 1983 (41 de ani) | 16       | 2      | Yokohama F. Marinos |
| 17  | M    | Makoto Hasebe (C) | 18 ianuarie 1984 (41 de ani)   | 68       | 2      | Wolfsburg           |
| 18  | A    | Ryōichi Maeda     | 9 octombrie 1981 (43 de ani)   | 30       | 10     | Júbilo Iwata        |
| 19  | A    | Takashi Inui      | 2 iunie 1988 (36 de ani)       | 10       | 0      | Eintracht Frankfurt |
| 20  | M    | Hideto Takahashi  | 17 octombrie 1987 (37 de ani)  | 5        | 0      | FC Tokyo            |
| 21  | F    | Hiroki Sakai      | 12 aprilie 1990 (34 de ani)    | 10       | 0      | Hannover 96         |
| 22  | F    | Maya Yoshida      | 24 august 1988 (36 de ani)     | 27       | 2      | Southampton         |
| 23  | P    | Shūichi Gonda     | 3 martie 1989 (36 de ani)      | 1        | 0      | FC Tokyo            |

### Mexic
Antrenor: José Manuel de la Torre
De la Torre a anunțat lotul de 23 de jucători pe 20 mai 2013.
| Nr. | Poz. | Jucător                        | Data nașterii (vârsta)         | Selecții | Goluri | Club              |
| --- | ---- | ------------------------------ | ------------------------------ | -------- | ------ | ----------------- |
| 1   | P    | Guillermo Ochoa                | 13 iulie 1985 (39 de ani)      | 52       | 0      | Ajaccio           |
| 2   | F    | Francisco Javier Rodríguez (C) | 20 octombrie 1981 (43 de ani)  | 80       | 1      | América           |
| 3   | M    | Carlos Salcido                 | 2 aprilie 1980 (44 de ani)     | 113      | 10     | UANL              |
| 4   | M    | Diego Reyes                    | 19 septembrie 1992 (32 de ani) | 5        | 0      | América           |
| 5   | F    | Jesús Molina                   | 29 martie 1988 (36 de ani)     | 7        | 0      | América           |
| 6   | M    | Gerardo Torrado                | 30 aprilie 1979 (45 de ani)    | 139      | 6      | Cruz Azul         |
| 7   | M    | Pablo Barrera                  | 21 iunie 1987 (37 de ani)      | 53       | 6      | Cruz Azul         |
| 8   | A    | Ángel Reyna                    | 19 septembrie 1984 (40 de ani) | 21       | 1      | Pachuca           |
| 9   | A    | Aldo de Nigris                 | 22 iulie 1983 (41 de ani)      | 22       | 9      | Monterrey         |
| 10  | A    | Giovani dos Santos             | 11 mai 1989 (35 de ani)        | 62       | 14     | Mallorca          |
| 11  | A    | Javier Aquino                  | 11 februarie 1990 (35 de ani)  | 15       | 0      | Villarreal        |
| 12  | P    | José de Jesús Corona           | 26 ianuarie 1981 (44 de ani)   | 23       | 0      | Cruz Azul         |
| 13  | F    | Severo Meza                    | 9 iulie 1986 (38 de ani)       | 12       | 0      | Monterrey         |
| 14  | A    | Javier Hernández               | 1 iunie 1988 (36 de ani)       | 47       | 32     | Manchester United |
| 15  | F    | Héctor Moreno                  | 17 ianuarie 1988 (37 de ani)   | 41       | 1      | Espanyol          |
| 16  | M    | Héctor Herrera                 | 19 aprilie 1990 (34 de ani)    | 6        | 0      | Pachuca           |
| 17  | M    | Jesús Zavala                   | 21 iulie 1987 (37 de ani)      | 19       | 2      | Monterrey         |
| 18  | M    | Andrés Guardado                | 28 septembrie 1986 (38 de ani) | 91       | 14     | Valencia          |
| 19  | A    | Raúl Jiménez                   | 5 mai 1991 (33 de ani)         | 5        | 0      | América           |
| 20  | F    | Jorge Torres Nilo              | 16 ianuarie 1988 (37 de ani)   | 32       | 1      | UANL              |
| 21  | F    | Hiram Mier                     | 25 august 1989 (35 de ani)     | 5        | 0      | Monterrey         |
| 22  | F    | Gerardo Flores                 | 5 februarie 1986 (39 de ani)   | 5        | 0      | Cruz Azul         |
| 23  | P    | Alfredo Talavera               | 18 septembrie 1982 (42 de ani) | 11       | 0      | Toluca            |

### Italia
Antrenor: Cesare Prandelli
Prandelli a anunțat lotul de 23 de jucători pe 3 iunie 2013.
| Nr. | Poz. | Jucător              | Data nașterii (vârsta)        | Selecții | Goluri | Club                |
| --- | ---- | -------------------- | ----------------------------- | -------- | ------ | ------------------- |
| 1   | P    | Gianluigi Buffon (C) | 28 ianuarie 1978 (47 de ani)  | 128      | 0      | Juventus            |
| 2   | F    | Christian Maggio     | 11 februarie 1982 (43 de ani) | 24       | 0      | Napoli              |
| 3   | F    | Giorgio Chiellini    | 14 august 1984 (40 de ani)    | 57       | 2      | Juventus            |
| 4   | F    | Davide Astori        | 7 ianuarie 1987 (38 de ani)   | 3        | 0      | Cagliari            |
| 5   | F    | Mattia De Sciglio    | 20 octombrie 1992 (32 de ani) | 3        | 0      | Milan               |
| 6   | M    | Antonio Candreva     | 28 februarie 1987 (38 de ani) | 7        | 0      | Lazio               |
| 7   | M    | Alberto Aquilani     | 7 iulie 1984 (40 de ani)      | 23       | 4      | Fiorentina          |
| 8   | M    | Claudio Marchisio    | 19 ianuarie 1986 (39 de ani)  | 32       | 1      | Juventus            |
| 9   | A    | Mario Balotelli      | 12 august 1990 (34 de ani)    | 20       | 8      | Milan               |
| 10  | A    | Sebastian Giovinco   | 26 ianuarie 1987 (38 de ani)  | 14       | 0      | Juventus            |
| 11  | A    | Alberto Gilardino    | 5 iulie 1982 (42 de ani)      | 51       | 18     | Bologna             |
| 12  | P    | Salvatore Sirigu     | 12 ianuarie 1987 (38 de ani)  | 5        | 0      | Paris Saint-Germain |
| 13  | P    | Federico Marchetti   | 7 februarie 1983 (42 de ani)  | 8        | 0      | Lazio               |
| 14  | A    | Stephan El Shaarawy  | 27 octombrie 1992 (32 de ani) | 6        | 1      | Milan               |
| 15  | F    | Andrea Barzagli      | 8 mai 1981 (43 de ani)        | 41       | 0      | Juventus            |
| 16  | M    | Daniele De Rossi     | 24 iulie 1983 (41 de ani)     | 84       | 14     | Roma                |
| 17  | A    | Alessio Cerci        | 23 iulie 1987 (37 de ani)     | 3        | 0      | Torino              |
| 18  | M    | Riccardo Montolivo   | 18 ianuarie 1985 (40 de ani)  | 43       | 2      | Milan               |
| 19  | F    | Leonardo Bonucci     | 1 mai 1987 (37 de ani)        | 26       | 2      | Juventus            |
| 20  | F    | Ignazio Abate        | 12 noiembrie 1986 (38 de ani) | 10       | 0      | Milan               |
| 21  | M    | Andrea Pirlo         | 19 mai 1979 (45 de ani)       | 98       | 12     | Juventus            |
| 22  | M    | Emanuele Giaccherini | 5 mai 1985 (39 de ani)        | 8        | 0      | Juventus            |
| 23  | M    | Alessandro Diamanti  | 2 mai 1983 (41 de ani)        | 11       | 0      | Bologna             |

## Grupa B

### Spain
Antrenor: Vicente del Bosque
Del Bosque a anunțat lotul de 23 de jucători pe 2 iunie 2013.
| Nr. | Poz. | Jucător           | Data nașterii (vârsta)        | Selecții | Goluri | Club            |
| --- | ---- | ----------------- | ----------------------------- | -------- | ------ | --------------- |
| 1   | P    | Iker Casillas (C) | 20 mai 1981 (43 de ani)       | 145      | 0      | Real Madrid     |
| 2   | F    | Raúl Albiol       | 4 septembrie 1985 (39 de ani) | 39       | 0      | Real Madrid     |
| 3   | F    | Gerard Piqué      | 2 februarie 1987 (38 de ani)  | 51       | 4      | Barcelona       |
| 4   | M    | Javi Martínez     | 2 septembrie 1988 (36 de ani) | 9        | 0      | Bayern München  |
| 5   | F    | César Azpilicueta | 28 august 1989 (35 de ani)    | 2        | 0      | Chelsea         |
| 6   | M    | Andrés Iniesta    | 11 mai 1984 (40 de ani)       | 80       | 11     | Barcelona       |
| 7   | A    | David Villa       | 3 decembrie 1981 (43 de ani)  | 88       | 53     | Barcelona       |
| 8   | M    | Xavi Hernández    | 25 ianuarie 1980 (45 de ani)  | 120      | 12     | Barcelona       |
| 9   | A    | Fernando Torres   | 20 martie 1984 (41 de ani)    | 101      | 31     | Chelsea         |
| 10  | M    | Cesc Fàbregas     | 4 mai 1987 (37 de ani)        | 79       | 13     | Barcelona       |
| 11  | A    | Pedro Rodríguez   | 28 iulie 1987 (37 de ani)     | 26       | 12     | Barcelona       |
| 12  | P    | Víctor Valdés     | 14 ianuarie 1982 (43 de ani)  | 13       | 0      | Barcelona       |
| 13  | M    | Juan Mata         | 28 aprilie 1988 (36 de ani)   | 25       | 7      | Chelsea         |
| 14  | A    | Roberto Soldado   | 27 mai 1985 (39 de ani)       | 8        | 4      | Valencia        |
| 15  | F    | Sergio Ramos      | 30 martie 1986 (38 de ani)    | 102      | 9      | Real Madrid     |
| 16  | M    | Sergio Busquets   | 16 iulie 1988 (36 de ani)     | 54       | 0      | Barcelona       |
| 17  | F    | Álvaro Arbeloa    | 17 ianuarie 1983 (42 de ani)  | 47       | 0      | Real Madrid     |
| 18  | F    | Jordi Alba        | 21 martie 1989 (36 de ani)    | 17       | 2      | Barcelona       |
| 19  | F    | Nacho Monreal     | 26 februarie 1986 (39 de ani) | 12       | 0      | Arsenal         |
| 20  | M    | Santi Cazorla     | 13 decembrie 1984 (40 de ani) | 53       | 9      | Arsenal         |
| 21  | M    | David Silva       | 8 ianuarie 1986 (39 de ani)   | 70       | 18     | Manchester City |
| 22  | M    | Jesús Navas       | 21 noiembrie 1985 (39 de ani) | 23       | 2      | Sevilla         |
| 23  | P    | Pepe Reina        | 31 august 1982 (42 de ani)    | 26       | 0      | Liverpool       |

### Uruguay
Antrenor: Óscar Tabárez
Tabárez a anunțat lotul de 23 de jucători pe 4 iunie 2013.
| Nr. | Poz. | Jucător             | Data nașterii (vârsta)         | Selecții | Goluri | Club            |
| --- | ---- | ------------------- | ------------------------------ | -------- | ------ | --------------- |
| 1   | P    | Fernando Muslera    | 16 iunie 1986 (38 de ani)      | 44       | 0      | Galatasaray     |
| 2   | F    | Diego Lugano (C)    | 2 noiembrie 1980 (44 de ani)   | 79       | 8      | Málaga          |
| 3   | F    | Diego Godín         | 16 februarie 1986 (39 de ani)  | 64       | 3      | Atlético Madrid |
| 4   | F    | Sebastián Coates    | 7 octombrie 1990 (34 de ani)   | 9        | 1      | Liverpool       |
| 5   | M    | Walter Gargano      | 27 iulie 1984 (40 de ani)      | 50       | 1      | Internazionale  |
| 6   | M    | Álvaro Pereira      | 28 noiembrie 1985 (39 de ani)  | 47       | 5      | Internazionale  |
| 7   | F    | Cristian Rodríguez  | 30 septembrie 1985 (39 de ani) | 57       | 6      | Atlético Madrid |
| 8   | M    | Sebastián Eguren    | 8 ianuarie 1981 (44 de ani)    | 50       | 7      | Libertad        |
| 9   | A    | Luis Suárez         | 24 ianuarie 1987 (38 de ani)   | 63       | 31     | Liverpool       |
| 10  | A    | Diego Forlán        | 19 mai 1979 (45 de ani)        | 96       | 33     | Internacional   |
| 11  | A    | Abel Hernández      | 8 august 1990 (34 de ani)      | 8        | 3      | Palermo         |
| 12  | P    | Juan Castillo       | 17 aprilie 1978 (46 de ani)    | 13       | 0      | Danubio         |
| 13  | F    | Matías Aguirregaray | 1 aprilie 1989 (35 de ani)     | 3        | 0      | Peñarol         |
| 14  | M    | Nicolás Lodeiro     | 21 martie 1989 (36 de ani)     | 17       | 1      | Botafogo        |
| 15  | M    | Diego Pérez         | 18 mai 1980 (44 de ani)        | 82       | 1      | Bologna         |
| 16  | F    | Maxi Pereira        | 8 iunie 1984 (40 de ani)       | 74       | 2      | Benfica         |
| 17  | M    | Egidio Arévalo Ríos | 27 septembrie 1982 (42 de ani) | 42       | 0      | Palermo         |
| 18  | A    | Gastón Ramírez      | 2 decembrie 1990 (34 de ani)   | 16       | 0      | Southampton     |
| 19  | F    | Andrés Scotti       | 14 decembrie 1975 (49 de ani)  | 37       | 1      | Nacional        |
| 20  | M    | Álvaro González     | 29 octombrie 1984 (40 de ani)  | 33       | 1      | Lazio           |
| 21  | A    | Edinson Cavani      | 14 februarie 1987 (38 de ani)  | 48       | 13     | Napoli          |
| 22  | F    | Martín Cáceres      | 7 aprilie 1987 (37 de ani)     | 45       | 1      | Juventus        |
| 23  | P    | Martín Silva        | 25 martie 1983 (42 de ani)     | 1        | 0      | Olimpia         |

### Tahiti
Antrenor: Eddy Etaeta
Etaeta a anunțat lotul de 23 de jucători pe 24 mai 2013.
| Nr. | Poz. | Jucător             | Data nașterii (vârsta)         | Selecții | Goluri | Club             |
| --- | ---- | ------------------- | ------------------------------ | -------- | ------ | ---------------- |
| 1   | P    | Mickaël Roche       | 24 decembrie 1982 (42 de ani)  | 6        | 0      | AS Dragon        |
| 2   | M    | Alvin Tehau         | 10 aprilie 1989 (35 de ani)    | 16       | 6      | AS Tefana        |
| 3   | A    | Marama Vahirua      | 12 mai 1980 (44 de ani)        | 0        | 0      | AS Nancy         |
| 4   | F    | Teheivarii Ludivion | 1 iulie 1989 (35 de ani)       | 15       | 1      | AS Tefana        |
| 5   | F    | Tamatoa Wagemann    | 18 martie 1980 (45 de ani)     | 6        | 0      | AS Dragon        |
| 6   | M    | Henri Caroine       | 7 septembrie 1981 (43 de ani)  | 6        | 0      | AS Dragon        |
| 7   | M    | Heimano Bourebare   | 15 mai 1989 (35 de ani)        | 12       | 1      | AS Tefana        |
| 8   | F    | Stephane Faatiarau  | 13 martie 1990 (35 de ani)     | 11       | 1      | AS Tefana        |
| 9   | A    | Teaonui Tehau       | 1 septembrie 1992 (32 de ani)  | 16       | 8      | AS Dragon        |
| 10  | F    | Nicolas Vallar (C)  | 22 octombrie 1983 (41 de ani)  | 12       | 3      | AS Dragon        |
| 11  | A    | Stanley Atani       | 27 ianuarie 1990 (35 de ani)   | 15       | 5      | AS Tefana        |
| 12  | F    | Edson Lemaire       | 31 octombrie 1990 (34 de ani)  | 3        | 0      | AS Dragon        |
| 13  | A    | Steevy Chong Hue    | 26 ianuarie 1990 (35 de ani)   | 22       | 11     | AS Dragon        |
| 14  | M    | Rainui Aroita       | 25 ianuarie 1994 (31 de ani)   | 1        | 0      | AS Tamarii Faa'a |
| 15  | M    | Lorenzo Tehau       | 10 aprilie 1989 (35 de ani)    | 18       | 7      | AS Tefana        |
| 16  | A    | Ricky Aitamai       | 22 decembrie 1991 (33 de ani)  | 1        | 0      | AS Vénus         |
| 17  | M    | Jonathan Tehau      | 9 ianuarie 1988 (37 de ani)    | 22       | 4      | AS Tamarii Faa'a |
| 18  | M    | Yohann Tihoni       | 20 iulie 1994 (30 de ani)      | 1        | 0      | AS Roniu         |
| 19  | F    | Vincent Simon       | 28 septembrie 1983 (41 de ani) | 21       | 1      | AS Dragon        |
| 20  | F    | Yannick Vero        | 28 februarie 1990 (35 de ani)  | 5        | 0      | AS Dragon        |
| 21  | A    | Samuel Hnanyine     | 1 martie 1984 (41 de ani)      | 1        | 1      | AS Dragon        |
| 22  | P    | Gilbert Meriel      | 11 noiembrie 1986 (38 de ani)  | 3        | 0      | AS Tefana        |
| 23  | P    | Xavier Samin        | 1 ianuarie 1978 (47 de ani)    | 28       | 0      | AS Dragon        |

### Nigeria
Antrenor: Stephen Keshi
Keshi a anunțat lotul de 23 de jucători pe 7 iunie 2013.
| Nr. | Poz. | Jucător                | Data nașterii (vârsta)         | Selecții | Goluri | Club                 |
| --- | ---- | ---------------------- | ------------------------------ | -------- | ------ | -------------------- |
| 1   | P    | Vincent Enyeama (C)    | 29 august 1982 (42 de ani)     | 78       | 0      | Maccabi Tel Aviv     |
| 2   | F    | Godfrey Oboabona       | 16 august 1990 (34 de ani)     | 19       | 0      | Sunshine Stars       |
| 3   | F    | Uwa Elderson Echiéjilé | 20 ianuarie 1988 (37 de ani)   | 27       | 1      | Braga                |
| 4   | M    | John Ugochukwu         | 20 aprilie 1988 (36 de ani)    | 2        | 0      | Académica de Coimbra |
| 5   | F    | Efe Ambrose            | 18 octombrie 1988 (36 de ani)  | 22       | 1      | Celtic               |
| 6   | F    | Azubuike Egwuekwe      | 28 noiembrie 1988 (36 de ani)  | 12       | 0      | Warri Wolves         |
| 7   | A    | Ahmed Musa             | 14 octombrie 1992 (32 de ani)  | 26       | 4      | ȚSKA Moscova         |
| 8   | A    | Brown Ideye            | 10 octombrie 1988 (36 de ani)  | 14       | 2      | Dynamo Kyiv          |
| 9   | A    | Joseph Akpala          | 24 august 1986 (38 de ani)     | 5        | 1      | Werder Bremen        |
| 10  | M    | Mikel                  | 22 aprilie 1987 (37 de ani)    | 46       | 3      | Chelsea              |
| 11  | A    | Mohammed Gambo         | 10 martie 1988 (37 de ani)     | 0        | 0      | Kano Pillars         |
| 12  | F    | Solomon Kwambe         | 30 septembrie 1993 (31 de ani) | 3        | 0      | Sunshine Stars       |
| 13  | M    | Fegor Ogude            | 29 iulie 1987 (37 de ani)      | 11       | 0      | Vålerenga            |
| 14  | A    | Anthony Ujah           | 14 octombrie 1990 (34 de ani)  | 1        | 0      | Köln                 |
| 15  | M    | Michel Babatunde       | 24 decembrie 1992 (32 de ani)  | 1        | 0      | Kryvbas              |
| 16  | P    | Austin Ejide           | 8 aprilie 1984 (40 de ani)     | 24       | 0      | Hapoel Be'er Sheva   |
| 17  | M    | Ogenyi Onazi           | 25 decembrie 1992 (32 de ani)  | 9        | 1      | Lazio                |
| 18  | M    | Emeka Eze              | 22 decembrie 1992 (32 de ani)  | 1        | 0      | Enugu Rangers        |
| 19  | M    | Sunday Mba             | 28 noiembrie 1988 (36 de ani)  | 11       | 5      | Enugu Rangers        |
| 20  | A    | Nnamdi Oduamadi        | 17 octombrie 1990 (34 de ani)  | 3        | 1      | Varese               |
| 21  | F    | Francis Benjamin       | 20 iunie 1993 (31 de ani)      | 1        | 0      | Heartland            |
| 22  | F    | Kenneth Omeruo         | 17 octombrie 1993 (31 de ani)  | 8        | 0      | ADO Den Haag         |
| 23  | P    | Chigozie Agbim         | 28 noiembrie 1984 (40 de ani)  | 5        | 0      | Enugu Rangers        |

## Originea jucătorițor

### După naționalitatea cluburior
| Jucători | Țară                              |
| -------- | --------------------------------- |
| 34       | Italia                            |
| 25       | Spania                            |
| 22       | Tahiti                            |
| 19       | Anglia                            |
| 17       | Mexic                             |
| 13       | Germania                          |
| 12       | Brazilia                          |
| 9        | Japonia                           |
| 8        | Nigeria                           |
| 5        | Franța                            |
| 3        | Portugalia, Rusia, Uruguay        |
| 2        | Israel, Olanda, Paraguay, Ucraina |
| 1        | Belgia, Norvegia, Turcia, Scoția  |

Națiunile în cursiv nu participă la turneul final.

### După numărul de reprezentanți ai campionatului național
| Naționala | Nr. |
| --------- | --- |
| Brazilia  | 10  |
| Italia    | 22  |
| Japonia   | 9   |
| Mexic     | 17  |
| Nigeria   | 8   |
| Spania    | 15  |
| Tahiti    | 22  |
| Uruguay   | 3   |